# False Pass
False Pass és una població dels Estats Units a l'estat d'Alaska. La població es troba a l'illa d'Unimak. Segons el cens del 2007 tenia 55 habitants.

## Demografia
Segons el cens del 2000, False Pass tenia 64 habitants, 22 habitatges, i 13 famílies La densitat de població era de 0,9 habitants/km².
Dels 22 habitatges en un 31,8% hi vivien nens de menys de 18 anys, en un 22,7% hi vivien parelles casades, en un 18,2% dones solteres, i en un 36,4% no eren unitats familiars. En el 31,8% dels habitatges hi vivien persones soles el 9,1% de les quals corresponia a persones de 65 anys o més que vivien soles. El nombre mitjà de persones vivint en cada habitatge era de 2,91 i el nombre mitjà de persones que vivien en cada família era de 3,79.
Per edats la població es repartia de la següent manera: un 35,9% tenia menys de 18 anys, un 9,4% entre 18 i 24, un 18,8% entre 25 i 44, un 31,3% de 45 a 60 i un 4,7% 65 anys o més.
L'edat mediana era de 32 anys. Per cada 100 dones hi havia 100 homes. Per cada 100 dones de 18 o més anys hi havia 115,8 homes.
La renda mediana per habitatge era de 49.375 $ i la renda mediana per família de 70.625 $. Els homes tenien una renda mediana de 23.750 $ mentre que les dones 37.083 $. La renda per capita de la població era de 21.465 $. Aproximadament l'11,1% de les famílies i el 8% de la població estaven per davall del llindar de pobresa.

## Poblacions més properes
El següent diagrama mostra les poblacions més properes.